# 正教會亞歷山大宗主教
亞歷山大與全非教宗與宗主教是正教會亞歷山大宗主教區的领导人。全称真福亚历山大及利比亚、五城、埃塞俄比亚、全埃及及全非洲教宗、宗主教，教父中的教父，祭司中的祭司，教长中的教长。第十三使徒及寰宇裁判者。圣座位于埃及亚历山大誕神女報喜大教堂。该职位是原拜占庭帝国教会系统中的一员。属于东正教。主要负责拜占庭礼正教会在全非洲的事务。其地位在东正教中仅次于君士坦丁堡普世牧首，位列第二。教会视圣马尔谷为首位亚历山大牧首。迦克墩公会议後，坚持基督一性论的科普特礼亚历山大正教会由此分出。在东罗马帝国失去埃及领土後，教会陷入了一段困难时期。至奥斯曼帝国统治时，教会又重新复苏。穆罕默德·阿里帕夏治下，亚历山大教会重新建立了东罗马帝国时期的教区并得以向非洲各民族宣扬基督教。现任牧首为塞奧佐羅斯二世。